# Chapelle-Voland
Pour les articles homonymes, voir Chapelle (homonymie).
Chapelle-Voland est une commune française située dans le département du Jura, dans la région culturelle et historique de Franche-Comté et la région administrative Bourgogne-Franche-Comté.

## Géographie
Chapelle-Voland fait partie de la Bresse jurassienne.

### Communes limitrophes
Chapelle-Voland est limitrophes de 11 autres communes, dont 7 sont situées en Saône-et-Loire.

### Climat
Pour des articles plus généraux, voir Climat de la Bourgogne-Franche-Comté et Climat du département du Jura.
En 2010, le climat de la commune est de type climat océanique dégradé des plaines du Centre et du Nord, selon une étude du Centre national de la recherche scientifique s'appuyant sur une série de données couvrant la période 1971-2000. En 2020, Météo-France publie une typologie des climats de la France métropolitaine dans laquelle la commune est exposée à un climat semi-continental et est dans la région climatique  Bourgogne, vallée de la Saône, caractérisée par un bon ensoleillement (1 900 h/an), un été chaud (18,5 °C), un air sec au printemps et en été et des vents faibles. 
Pour la période 1971-2000, la température annuelle moyenne est de 11 °C, avec une amplitude thermique annuelle de 17,6 °C. Le cumul annuel moyen de précipitations est de 1 010 mm, avec 12,1 jours de précipitations en janvier et 8,3 jours en juillet. Pour la période 1991-2020, la température moyenne annuelle observée sur la station météorologique de Météo-France la plus proche, « Lombard », sur la commune de Lombard à 10 km à vol d'oiseau, est de 12,1 °C et le cumul annuel moyen de précipitations est de 1 128,6 mm. 
La température maximale relevée sur cette station est de 39,5 °C, atteinte le 24 juillet 2019 ; la température minimale est de −16,5 °C, atteinte le 5 février 2012,,. 
Les paramètres climatiques de la commune ont été estimés pour le milieu du siècle (2041-2070) selon différents scénarios d'émission de gaz à effet de serre à partir des nouvelles projections climatiques de référence DRIAS-2020. Ils sont consultables sur un site dédié publié par Météo-France en novembre 2022.

## Urbanisme

### Typologie
Au 1er janvier 2024, Chapelle-Voland est catégorisée commune rurale à habitat très dispersé, selon la nouvelle grille communale de densité à sept niveaux définie par l'Insee en 2022.
Elle est située hors unité urbaine. Par ailleurs la commune fait partie de l'aire d'attraction de Lons-le-Saunier, dont elle est une commune de la couronne,. Cette aire, qui regroupe 139 communes, est catégorisée dans les aires de 50 000 à moins de 200 000 habitants,.

### Occupation des sols
L'occupation des sols de la commune, telle qu'elle ressort de la base de données européenne d’occupation biophysique des sols Corine Land Cover (CLC), est marquée par l'importance des territoires agricoles (85,8 % en 2018), en diminution par rapport à 1990 (86,7 %). La répartition détaillée en 2018 est la suivante : 
zones agricoles hétérogènes (49,6 %), terres arables (23,5 %), prairies (12,7 %), forêts (11,9 %), eaux continentales (1,2 %), zones urbanisées (1,1 %). L'évolution de l’occupation des sols de la commune et de ses infrastructures peut être observée sur les différentes représentations cartographiques du territoire : la carte de Cassini (XVIIIe siècle), la carte d'état-major (1820-1866) et les cartes ou photos aériennes de l'IGN pour la période actuelle (1950 à aujourd'hui).

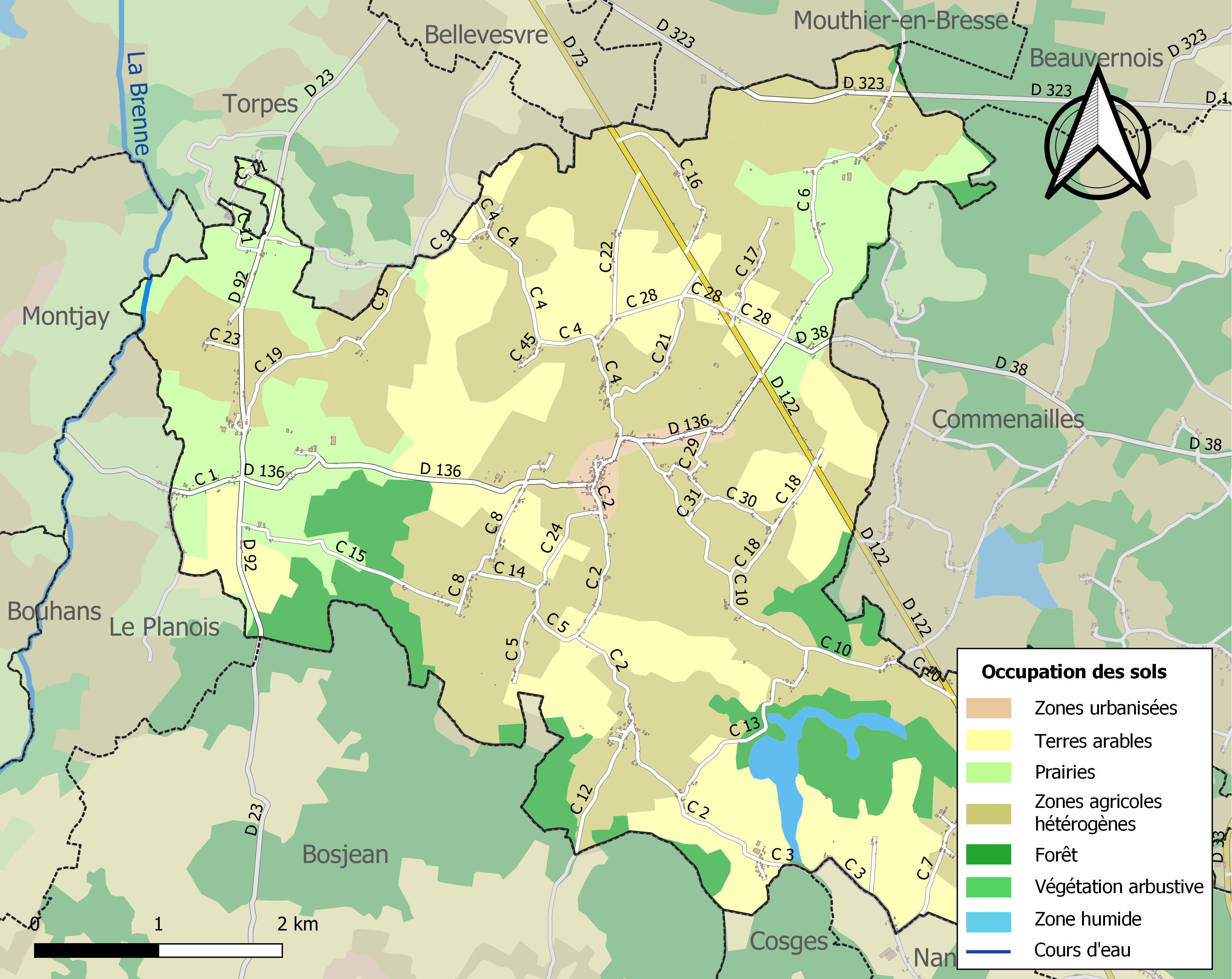
Carte des infrastructures et de l'occupation des sols de la commune en 2018 (CLC).

## Politique et administration

### Tendances politiques et résultats

#### Élections Présidentielles
Le village de Chapelle-Voland place en tête à l'issue du premier tour de l'élection présidentielle française de 2017, Marine Le Pen (RN) avec 34,28 % des suffrages. Mais lors du second tour, Emmanuel Macron (LaREM) est en tête avec 50,46 %.

#### Élections Régionales
Le village de Chapelle-Voland place la liste "Notre Région Par Cœur" menée par Marie-Guite Dufay, présidente sortante (PS) en tête, dès le 1er tour des élections régionales de 2021 en Bourgogne-Franche-Comté, avec 27,87 % des suffrages. Lors du second tour, les habitants décideront de placer de nouveau la liste de "Notre Région Par Cœur" menée par Marie-Guite Dufay, présidente sortante (PS) en tête, avec cette fois-ci, près de 44.92 % des suffrages. Devant les autres listes menées par Gilles Platret (LR) en seconde position avec 27,12 %, Julien Odoul (RN), troisième avec 22,03 % et en dernière position celle de Denis Thuriot (LaREM) avec 5,93 %. Il est important de souligner une abstention record lors de cette élection qui n'ont pas épargné le village de Chapelle-Voland avec lors du premier tour 69,82 % d'abstention et au second, 71,15 %.

#### Élections Départementales
Le village de Chapelle-Voland faisant partie du Canton de Bletterans place le binôme de Philippe Antoine (LaREM) et Danielle Brulebois (LaREM), en tête, dès le 1er tour des élections départementales de 2021 dans le Jura, avec 63,49 % des suffrages. Lors du second tour, les habitants décideront de placer de nouveau le binôme de Philippe Antoine (LaREM) et Danielle Brulebois (LaREM), en tête, avec cette fois-ci, près de 71,79 % des suffrages. Devant l'autre binôme menée par Josiane Hoellard (RN) et Michel Seuret (RN) qui obtient 28,21 %. Il est important de souligner une abstention record lors de cette élection qui n'ont pas épargné le village de Chapelle-Voland avec lors du premier tour 69,60 % d'abstention et au second, 71,37 %.

### Liste des maires de Chapelle-Voland
| Période                                  | Période    | Identité              | Étiquette | Qualité                    |
| ---------------------------------------- | ---------- | --------------------- | --------- | -------------------------- |
| 12/04/1885                               | 10/05/1908 | Pierre Bland          |           |                            |
| Les données manquantes sont à compléter. |            |                       |           |                            |
| mars 2001                                | mars 2008  | Michel Masue          |           |                            |
| mars 2008                                | mars 2014  | Marie-Claude Ecoifier |           |                            |
| mars 2014                                | 2020       | Jacques Robeley       | DVG       | Retraité de l'enseignement |
| mars 2014                                | En cours   | Sylvie Bonnin         |           |                            |

## Démographie
L'évolution du nombre d'habitants est connue à travers les recensements de la population effectués dans la commune depuis 1793. Pour les communes de moins de 10 000 habitants, une enquête de recensement portant sur toute la population est réalisée tous les cinq ans, les populations de référence des années intermédiaires étant quant à elles estimées par interpolation ou extrapolation. Pour la commune, le premier recensement exhaustif entrant dans le cadre du nouveau dispositif a été réalisé en 2007.

En 2022, la commune comptait 626 habitants, en évolution de +2,96 % par rapport à 2016 (Jura : −0,81 %, France hors Mayotte : +2,11 %).
| 1793  | 1800  | 1806  | 1821  | 1831  | 1836  | 1841  | 1846  | 1851  |
| ----- | ----- | ----- | ----- | ----- | ----- | ----- | ----- | ----- |
| 1 818 | 1 774 | 2 011 | 1 818 | 1 907 | 1 836 | 1 867 | 1 819 | 1 734 |

| 1856  | 1861  | 1866  | 1872  | 1876  | 1881  | 1886  | 1891  | 1896  |
| ----- | ----- | ----- | ----- | ----- | ----- | ----- | ----- | ----- |
| 1 703 | 1 622 | 1 531 | 1 605 | 1 705 | 1 702 | 1 740 | 1 750 | 1 669 |

| 1901  | 1906  | 1911  | 1921  | 1926  | 1931  | 1936  | 1946  | 1954  |
| ----- | ----- | ----- | ----- | ----- | ----- | ----- | ----- | ----- |
| 1 642 | 1 590 | 1 506 | 1 352 | 1 362 | 1 294 | 1 280 | 1 154 | 1 042 |

| 1962 | 1968 | 1975 | 1982 | 1990 | 1999 | 2006 | 2007 | 2012 |
| ---- | ---- | ---- | ---- | ---- | ---- | ---- | ---- | ---- |
| 932  | 822  | 703  | 615  | 596  | 567  | 602  | 607  | 623  |

| 2017 | 2022 | - | - | - | - | - | - | - |
| ---- | ---- | - | - | - | - | - | - | - |
| 602  | 626  | - | - | - | - | - | - | - |

## Lieux et monuments
- Église de l'Assomption (XVe-XVIIIe), inscrite à l'IGPC depuis 1986[21] ;
- Fermes (XVIIe-XVIIIe-XIXe), inscrites à l'IGPC depuis 1986[22],[23],[24],[25],[26],[27],[28],[29],[30],[31],[32] ;
- Presbytère (XVIIIe), inscrit à l'IGPC depuis 1986[33] ;
- Mairie-école (XIXe).